# Charnes
Charnes – osada w Anglii, w hrabstwie Staffordshire, w dystrykcie Stafford, w civil parish Eccleshall. Leży 18 km od miasta Stafford. W 1870-72 osada liczyła 107 mieszkańców. Charnes jest wspomniana w Domesday Book (1086) jako Ceruernest.